# Universidade Livre de Lisboa
A Universidade Livre de Lisboa foi um estabelecimento de ensino superior particular e cooperativo, reconhecido como pessoa coletiva de utilidade pública, criado em 28 de abril de 1977 e que iniciou a sua atividade docente no ano letivo de 1977/1978, ministrando o ano propedêutico, e, a partir do ano letivo de 1978/1979, lecionando cursos de licenciatura (pré-Bolonha, isto é com 5 anos de duração).

Tratou-se da primeira universidade privada surgida em Portugal após a revolução de 25 de abril de 1974, que, até então, só contava com a  Universidade Católica, fundada em 1967 e reconhecida oficialmente em 1971.

Como assinala Carlos Fontes em «História da Formação Profissional e da Educação - Idade Contemporânea – 3.ª República (1974-1986) Ensino Superior» (e-book de 2016):

«À margem do Estado e da Igreja surgiu pela primeira vez uma Universidade privada: a Universidade Livre de Lisboa. Malgrado as polémicas (…), o seu exemplo acabará por ser seguido na década de oitenta.»
O «projecto da Universidade Livre, que data de 1976 entrando em funcionamento em 1978, pode ser definido como tentativa de desenvolvimento de um sector privado elitista secular ou pelo menos concorrencial ao sector público. O sector privado procura manter o carácter de distinção social, reforçando a rendibilidade simbólica e económica do diploma de ensino superior», como refere Ana Maria Seixas (da Universidade de Coimbra), em “O ensino superior privado em Portugal: políticas e discursos” (in Revista Portuguesa de Educação, vol. 13, núm. 2, 2000, pp. 53-79 Universidade do Minho Braga, Portugal), a p. 57.

A Universidade Livre de Lisboa teve como seu último ano de atividade docente o período letivo de 1987/1988 e foi extinta em finais dessa década, fruto de dissidências por parte «dos responsáveis da Cooperativa de Ensino Universidade Livre, C.R.L., e a Sociedade Gestora de Ensino Universidade Livre, S.A.R.L., entidades que disputavam, quando da publicação do referido despacho, a titularidade da Universidade» (in Despacho, do Secretário de Estado do Ensino Superior, n.º 31/SEES/94, publicado no Diário da República, 2.ª série, de 26 de agosto de 1994, a página 8784, reportando-se ao Despacho n.º 94/SEES/86, publicado no Diário da República, 2.ª série, de 26 de setembro de 1986, a página 8922.), conflito que não passava apenas pela disputa no controlo legal da instituição e do seu alvará, mas também pelo controlo das suas instâncias académicas e administrativas, entre, de um lado, o “grupo empresarial” de fundadores da Cooperativa, e, do outro, o “grupo académico-institucional” composto por parte dos professores que nela exerciam a docência, e que foi marcado pelo recurso aos tribunais, onde correram várias ações judiciais em torno do exercício da gestão administrativa e financeira da instituição.

A mesma extinção sucedeu com o polo que a Universidade Livre tinha na cidade do Porto (usualmente designado por Universidade Livre do Porto), o qual havia iniciado a sua atividade no ano letivo de 1978/1979.

Fruto, por um lado, das mencionadas «cisões internas no seio desta instituição» e por outro, do «Decreto-Lei 121/86 de 28 de Maio, que estará na origem no processo de expansão da criação oficial das instituições de ensino superior privado», surgiram, entretanto, novas universidades privadas, para onde migraram parte dos professores e dos alunos da Universidade Livre que ainda não haviam concluído as suas licenciaturas. Com efeito, será com base naquele diploma legal do governo de Aníbal Cavaco Silva que o ministro da educação e cultura João de Deus Pinheiro reconhecerá, no verão desse ano, através de despachos ministeriais, a autorização da abertura, como estabelecimentos de ensino superior privado, entre outros, da Universidade Autónoma Luís de Camões, criada em 1985, e das Universidade Lusíada de Lisboa e Universidade Portucalense Infante D. Henrique, no Porto,  ambas criadas em 1986, a que se seguirá pouco depois a Universidade Lusófona de Humanidades e Tecnologias, criada em 1987.

Como expendeu, em 2007, Manuel de Almeida Damásio na sua tese de doutoramento, p. 287:

"A principal conclusão que podemos extrair da nossa análise é a de que a Universidade Livre foi a instituição matriz de todo o sistema Universitário não-público do Portugal do pós-25 de Abril. Seja porque parte das instituições que se lhe seguiram tiveram directamente origem nos resquícios do conturbado processo em que se extinguiu a Universidade Livre, seja porque, mesmo sem qualquer ligação individual ou institucional com a mesma, com esta partilharam o modelo de organização e os princípios estruturais e é desta que dependem, historicamente, na medida em que, sem ela, estas instituições nunca teriam visto ser criado um quadro legal que facilitasse a sua existência."

## Cursos
Conforme dispunha o artigo 6.º, n.º 1, do Decreto-lei 426/80: «A Universidade Livre poderá atribuir os graus de bacharel, licenciado, mestre e doutor, gozando os correspondentes títulos e diplomas do mesmo valor que os das restantes Universidades portuguesas.»
A Universidade Livre, nos termos dos artigos 1.º e 2.º, do Decreto 59/83, foi, em Lisboa e no Porto, «autorizada a conferir o grau de licenciado em: 

a) Ciências Históricas;

b) Direito (nos ramos de): 

I) Ciências Jurídicas;

II) Ciências Jurídico-Políticas;

III) Ciências Jurídico-Económicas;

c) Economia;

d) Estudos Portugueses;

e) Gestão;

f) Línguas e Literaturas Modernas (nas variantes de): 

I) Estudos Ingleses e Alemães;

II) Estudos Portugueses e Franceses;

III) Estudos Portugueses e Ingleses;

g) Matemáticas Aplicadas»

## Órgãos internos
Eram «órgãos internos da Universidade Livre:

a) O reitor e vice-reitores;

b) O conselho universitário;

c) O conselho pedagógico e científico;

d) Os conselhos escolares dos departamentos;

e) O conselho administrativo;

f) O conselho disciplinar.»

Estabelecidos no artigo 1.º da Portaria n.º 92/81, de 14 de janeiro de 1981, do ministro da educação e ciência, com a composição, competências e funcionamento, previstos nos artigos 2.º a 12.º do mesmo diploma legal.

## Instalações
A Universidade Livre de Lisboa teve as suas instalações, na Rua Vítor Cordon (antiga rua do Ferragial), números 41-45, em Lisboa, no vetusto e icónico edifício que fora o «Hotel Braganza», (construção do século XIX, no estilo arquitetónico romântico, por vezes referenciado como «Hotel Bragança», não devendo ser confundido com o hotel homónimo da Rua do Alecrim, número 12, que lhe ficava próximo, inaugurado em 1924, sendo que o Braganza já havia encerrado em 1911), local onde, anteriormente, se alojaram hóspedes ilustres, como o imperador do Brasil, a rainha da Suécia e o rei do Sião, bem como ali se reuniram importantes tertúlias literárias e artísticas, tendo sido ponto de encontro do grupo «Os Vencidos da Vida », composto, entre outros, por Guerra Junqueiro, Oliveira Martins, Ramalho Ortigão, Francisco Melo Breyner e Eça de Queiroz, que o imortalizou em Os Maias.

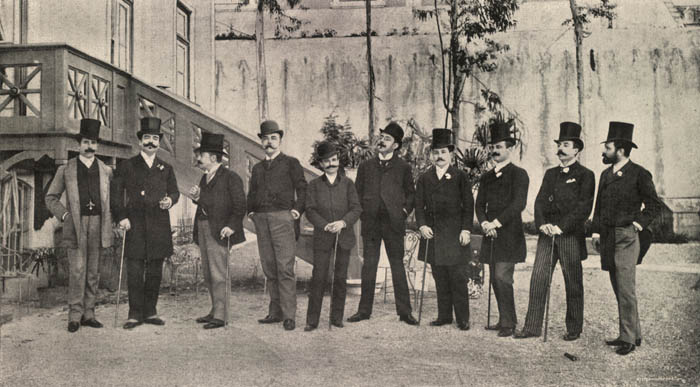
Os Vencidos da Vida (fotografia de P. Marinho, in Brasil-Portugal, a. II, 1900): António Maria Vasco de Melo Silva César e Meneses, Luís Maria Augusto Pinto de Soveral, Carlos Félix de Lima Mayer, Francisco Manuel de Melo Breyner, Abílio Manuel Guerra Junqueiro, José Duarte Ramalho Ortigão, Carlos de Orta Lobo de Ávila, Bernardo Pinheiro Correia de Melo, José Maria de Eça de Queirós e Joaquim Pedro de Oliveira Martins (faltando António Cândido Ribeiro da Costa)

Em 2019, o edifício foi integralmente recuperado, reabilitado e transformado, albergando, desde então, no seu interior apartamentos de luxo.

Aquando da sua abertura a Universidade Livre de Lisboa lecionou o ano propedêutico (1977/1978) em instalações sitas no Edifício Franjinhas da Rua Braamcamp, em Lisboa, funcionando a secretaria no prédio da esquina da Avenida Fontes Pereira de Melo com a Avenida António Augusto de Aguiar.

Na sua fase final, a partir do segundo semestre do ano letivo de 1984/1985, a Universidade Livre teve também instalações na Rua da Junqueira, em Lisboa, no que viria a ser, a partir de 1986, a  Universidade Lusíada.

## Reitores
- Adelino da Palma Carlos, primeiro reitor;[3][24]
- José João Gonçalves de Proença;[25][2][3]
- Francisco da Costa Durão (eleito em 1982);[2][26][27]

## Docentes

### Professores catedráticos
- Adriano Moreira (Direito internacional público);[28]
- Alberto Franco Nogueira (História de Portugal contemporâneo);[3]
- António Jorge Martins da Mota Veiga (Direito do trabalho);[29]
- Diogo José de Leite Campos;[30]
- Henrique Martins de Carvalho;[29]
- Inocêncio Galvão Teles (Teoria geral do Direito civil e Direito das obrigações) [29]
- Joaquim de Jesus Santos;[30]
- Joaquim Veríssimo Serrão (História);[24]
- José João Gonçalves de Proença (Direito da família e sucessões);[28]
- José Júlio Gonçalves (Introdução ao estudo do Direito);[31][29]
- José Maria Gaspar (Ciência política e Direito constitucional);[28]
- Justino Mendes de Almeida;
- Manuel Duarte Gomes da Silva;[30]
- Mário Júlio Brito de Almeida Costa (História das instituições);[28]
- Óscar Soares Barata (História);
- Pedro Mário Soares Martinez;[28]
- Vítor António Duarte Faveiro (Direito fiscal);[28]

### Professoresassociados, convidados eauxiliares
- Augusto da Penha Gonçalves (Direitos reais); [28]
- Carlos Olavo (Direito comercial);[28]
- Jorge Tracana de Carvalho;[30]
- José João Baptista (Direito processual civil);[28]
- José Inácio Clímaco de Sousa e Brito (Direito penal e Filosofia do direito);[28]
- José Luís Nogueira de Brito (Segurança Social);[28]
- Maria Fernanda Palma (Direito processual penal);
- Maria de Jesus Brito L.M. Serra Lopes (Teoria geral do Direito civil e Direito das obrigações);[28]
- Maria Teresa Paulo Sampaio da Costa Macedo (Cultura Portuguesa e Literatura Brasileira);
- Rebelo da Conceição;[30]
- Rui Eduardo Ferreira Rodrigues Pena (Direito administrativo);[29]
- Rui Carlos Pereira (Direito processual penal);[28]

### Assistentes
- António Colaço Canário (Teoria geral do Direito civil e Direito das obrigações);[30]
- António Cardoso da Mota;[30]
- António José Baeta Tomás; [28]
- António Serra Lopes (Direito económico);[29]
- Artur da Conceição Mendes;[28]
- Canuto Joaquim Fausto de Quadros (Direito comunitário;[28]
- Carlos Botelho Moniz;[30]
- Carlos Sampaio;[29]
- Eduardo Paes Ferreira;[30]
- Eduardo Tracana de Carvalho;[28]
- Fernando José Borges Correia de Araújo;[30]
- Fernando Larcher Nunes (Direito administrativo);[28]
- Fernando Helder Gonçalves Domingos Ferreira;[28]
- Fernando Jorge de Loureiro de Roboredo Seara (Direito internacional público);[28]
- Filipa Maria de Vilhena Arantes Pedroso;[28]
- Helena de Araújo Lopes;[28]
- Henrique Hilário Tavares Dias da Silva;[30]
- Jorge Correia de Noronha e Silveira;[29]
- José Artur Duarte Nogueira;[30]
- José Pedro Duarte Lupi Fialho (Direito do trabalho); [28]
- José Correia de Noronha E. Silveira;[30]
- José Manuel Cardoso Sequeira;[28]
- Maria Paula Rodrigues Passos de Gouveia Vieira Branco;[32]
- Karl Prelhaz Natscheradetz (Direito penal);[28]
- Maria Celeste Lopes Ferreira Cardona;[30]
- Maria da Conceição Santana Valdagua;[30]
- Maria Eduarda de Almeida Azevedo;
- Mário Coelho Ferraz de Oliveira (Direito da família e sucessões);[28]
- Manuel Castelo Branco (Direito comercial);[28]
- Miguel Oleiro Morais Alçada;[29]
- Paula Gouveia;[30]
- Paula Maria von Hafe Teixeira da Cruz;
- Paulo Jorge de Assunção Rodrigues Teixeira Pinto;[30]
- Pedro Cunha Manoel Nunes de Carvalho;[30]
- Pedro Gouveia[28]
- Pedro Santana Lopes;[30]
- Rui Manuel C. Seabra;[28]
- Susana Brito;[28]

## Alumni
Estudaram na Universidade Livre de Lisboa diversas personalidades, das quais se destacam:

### Administrador bancário
- Rui Manuel de Faria Brigham da Silva;[33]
- Rui Sérgio Carvalho dos Santos de Calheiros da Gama;

### Administrador prisional
- João Manuel do Couto Guimas;

### Advogados
- Adolfo Freitas Brazão;[33]
- Ana Paula de Sousa Gomes Narciso;[34]
- António Alexandre de Almeida e Noronha da Cunha Reis;
- Carlos Jorge Mendes Dias;[34]
- Fernanda Luísa Raminhos Matoso;[33]
- Humberto José Zenóglio de Oliveira;[34]
- José Eduardo Fernandes de Sanches Osório;[34]
- Maria Ângela de Sousa Pico;[34]
- Maria João Rato da Cunha Bessa de Carvalho;[34]
- Maria José Pereira Coutinho Barbosa;[34]
- Nuno Carlos May Pereira da Cruz;[34]
- Paulo Manuel Agapito de Matos Ferreira;[34]
- Pedro Matos Ferreira;[33]
- Pedro Pitta e Cunha Nunes de Carvalho;[34]
- Rosa Valentim Barbosa;[33]
- Rui Manuel Gama da Cunha Jóia;[34]
- Rui Noel da Silva Perdigão[33]
- Tiago Severim de Melo Alves dos Santos;[33]

### Chefe daAICEPnosEUA
- Virgínia Isabel Monteiro Geraldes Feitoza;[33]

### Diplomatas

#### Adido cultural
- Patrícia Maria Simões de Carvalho Salvação Barreto;[33]

#### Conselheiros de embaixada
- Mónica Maria de Magalhães Moutinho;[32]
- João Dória Nóbrega Teotónio Pereira;[32]
- João Manuel Syder Santiago Terenas;[32]

#### Embaixadores
- António Manuel da Câmara Pestana de Noronha Gamito;
- José Frederico Viola de Drummond Ludovice;
- Nuno de Mello Bello;

#### Primeiros-secretários de embaixada
- Maria Paula Rodrigues Passos de Gouveia Vieira Branco;[32]

#### Vice-cônsules
- Maria Filipa Carvalho da Silva Mendonça Paixão;[32]

### Empresários
- Amin Mabomed Ali Mamade Herji;[33]
- Cristina Reis Vale;[33]

### Juízes

#### Juiz de Paz
- Maria Judite Costa Dias Matias;[33]

#### Magistradosjudiciaisde tribunais superiores

##### Juízes conselheiros doSupremo Tribunal de Justiça
- Nelson Paulo Martins de Borges Carneiro;][34]
- Rui Manuel Gonçalves;[34]

##### Juízesdesembargadores
- Jorge Manuel Langweg;[3]
- José Sérgio Carvalho dos Santos de Calheiros da Gama;
- Maria Eduarda de Mira Branquinho Canas Mendes;[34]
- Leopoldo Miguel Peres Mansinho Soares;[34]
- Paulo Tavares de Brito Amaral;[33]
- Teresa Jesus Ribeiro de Sousa Henriques;[34]

### Magistrados doMinistério Público

#### Procuradores-gerais adjuntos
- Gonçalo Maria Pereira de Melo Breyner;[34]
- José Carlos de Oliveira Franco Pinheiro;[34]

#### Procuradores da República
- Maria de Fátima Aparício Delgado;[34]
- Vítor José Santos Cabrita;[34]

### Membro do Conselho Superior doMinistério Público
- Rui Manuel Portugal da Silva Leal; [34]

### Políticos

#### Adjunta deMinistros
- Rita Maria Rovisco de Amorim Girão;[34]

#### Adjunta doministro da Repúblicapara aRegião autónoma da Açores
- Armandina Celeste Afonso Ferreira;[34]

#### Chefes de Gabinete
- Aida Maria Antunes Martins Gonçalves;[34]
- José Manuel Cal Gonçalves;[34]
- Pedro Miguel Guerra Tavares;[34]
- Teresa Maria Ribeiro Tavares;[34]

#### Deputados daAssembleia da República
- Carlos Manuel de Oliveira da Silva;[34]
- Gonçalo Filipe Ribeiro da Costa;[34]
- João Carlos Cunha e Silva;[34]
- Maria Helena Pereira Nogueira Santo;[3]

#### Ministra da Justiça
- Paula Maria von Hafe Teixeira da Cruz;

#### Presidente doGoverno Regional da Madeira
- Miguel Filipe Machado de Albuquerque;[33]

#### Presidente da comissão executiva doInstituto Português da Juventude
- Pedro Pinto Coelho Castello Branco;

#### Secretário de Estado
- Paulo Jorge de Assunção Rodrigues Teixeira Pinto;

### Professores universitários
- Henrique Hilário Tavares Dias da Silva;][34]
- Fernando Manuel Pereira de Loureiro Basto;[33]
- Pedro Pitta e Cunha Nunes de Carvalho;[34]

### Assessores e técnicos superiores dafunção pública
- Ana Cristina Craveiro Almada e Melo;[34]
- Jorge Miguel Cabral e Pereira da Silva; [33]
- Maria Gabriela de Jesus Tiago Custódio;[34]
- Maria Raquel Paixão Conceição Alves Nabinho;[32]

## Festas académicas
Entre as festas académicas levadas a cabo pelos estudantes da Universidade Livre de Lisboa destacaram-se as garraiadas anuais na Praça de Touros do Campo Pequeno levadas a cabo entre 1979 e 1983, tendo-se constituído, para as “pegas”, grupos de forcados entre os alunos, um feminino e quatro masculinos, intitulados e integrados, respetivamente, por “As flausinas” (Natércia Mendonça e Inês Tovar Faro (cabos), Amélia Nunes Fernandes, Isabel Lança, Eduarda Branquinho, Rosário Palmeiro, Maria João Bessa, Carmo Carneiro Pacheco, Teresa Carneiro Pacheco, Teresa Barão, Teresa P. Almeida, Teresa Pimenta Pedro, Rosa F. Neves, Madalena Duque, Xi Chaves, Xexão Lufinha, Inês Sottomayor, Inês Tovar Faro, Isabel Barreto Lara, Helena Valagão, Alexandra Telles, Isabel Maria Fonseca, Ana Teresa Pulido, Ana Mafalda Nunes de Carvalho, Mara Angélica Ressano Garcia, Ana Cristina Leitão, Ana Isabel  Bandeira, Ana Paula Borges Coelho, Carmen Carvalho, Francisca Abreu Lima, Jacinta Sobral, Maria Teresa M. Carolino, e Cristina Medeiros), “Los pipi-lálá” (Rui Noel Perdigão (cabo), João Tamm, José Justino, João Pato Luz, Augusto Guerreiro, José Peralta, José Santiago, José Fontinha, José Barata, e João Pedro Trincão), “Los boas pintas” (Pedro Balé (cabo), António Alfaiate, Miguel Neto de Almeida, José Cunha Moita, António Pimenta da Gama, J. Manuel Pulido, Filipe Soares Franco, Francisco Furtado Mendonça, José Carrusaca, e Miguel Leitão), “Los Cácás” (1980) (Jorge Beatriz (cabo), Rui Noel Perdigão, Pedro Balé, José Santiago, João Tamm, Miguel Cunha e Sá, Miguel Frade, José Cunha Matta, António Pimenta da Gama, Bruno Bobonne, José Peralta, Manuel Carvalho Martins, Manuel Calejo Pires, Manuel Goes, João Pato Luz, Hugo Lupi d’Orey, Francisco Furtado Mendonça, João Paulo Carvalho, António Godinho, António Sidónio, Augusto Guerreiro, José Fontinha, António Alfaiate, José Barcia, Jorge Moreira e Heitor Morais) e “Grupo de Forcados da Universidade Livre de Lisboa” (1983) (Pedro Vieira Dias (cabo), Rui Noel Perdigão, João Paulo Ferreira, Pedro Calisto, Ricardo Palma Ramos, Gonçalo Cunha Ferreira José Fontinha, João Pedro Monteiro, António Alfaiate, Miguel Cavazzini, e Henrique Morais Vaz).

## Espólio
O espólio documental da Universidade Livre de Lisboa, bem como o da Universidade Livre do Porto, contendo os registos académicos, nomeadamente os documentos certificativos, quer das atividades docentes, quer das situações académicas dos estudantes, incluindo todos os certificados de habilitações emitidos, encontram-se arquivados na Direcção-Geral do Ensino Superior, enquanto entidade legalmente encarregue, por um lado, da guarda da documentação fundamental de alguns estabelecimentos de ensino superior encerrados, e, por outro lado, da emissão da documentação relativa ao período de funcionamento desses estabelecimentos, desenvolvendo uma atividade certificadora, nos termos do artigo 58.º da Lei n.º 62/2007, de 10 de setembro (Regime jurídico das instituições de ensino superior). Sendo que, «entende-se por documentação fundamental a que corresponde à certificação das actividades docentes e administrativas desenvolvidas, nomeadamente livros de actas dos órgãos de direcção, escrituração, contratos de docentes, registos do serviço docente, livros de termos e processos dos estudantes.» (texto do n.º 4 do citado diploma).